# Jacarepaguá
Jacarepaguá is een wijk in het westen van de Braziliaanse stad Rio de Janeiro.
Er zijn grote open weides, waar evenementen kunnen plaatsvinden zoals Rock in Rio. De naam is ook bekend van het Circuit van Jacarepaguá, een Formule 1-wedstrijd die van 1978 tot 1989 gehouden werd. Ook werd er tussen 1995 en 2004 de Grand Prix-wegrace van Rio de Janeiro georganiseerd. In de wijk liggen ook enkele van de grootste tv-studios van Latijns-Amerika.